# L'incendiaria
L'incendiaria (Firestarter) è un romanzo horror di Stephen King pubblicato nel 1980. Fu edito in episodi sulla rivista Omni prima di essere pubblicato.

## Trama
Il personaggio principale, l'incendiaria, è Charlene "Charlie" McGee, una bambina con capacità pirocinetiche - l'abilità di creare il fuoco e manipolarlo a suo piacimento col solo potere della mente. Charlie è una mutante: deve i suoi poteri ai genitori, che insieme ad altri otto volontari hanno preso parte ad un esperimento governativo del composto "Lot-six", somministrato secondo il metodo del doppio cieco. Il padre, Andy, ha acquisito il potere di far agire le persone secondo la sua volontà e ad influenzare le loro percezioni, ma tale potere è minimo se confrontato con gli effetti distruttivi del fuoco che la figlia sa generare.
I McGee sono controllati dalla "Bottega", l'organizzazione federale nascosta dietro gli esperimenti. Gli sperimentatori della Bottega vorrebbero studiare e fare esperimenti su Charlie, essendo essa il risultato imprevisto dell'unione di due persone trattate con il Lot-six. A tal fine gli agenti della Bottega uccidono la madre di Charlie, e lei ed il padre corrono a New York in un disperato tentativo di fuggire. Trovano un rifugio temporaneo in un villino posseduto dal padre di Charlie sul lago nel nord dello Stato, ma vengono comunque catturati da John Rainbird, un assassino nativo americano che arrampicatosi su un albero, spara a distanza ad entrambi usando due proiettili sonniferi, così da poterli portare nei laboratori in Virginia.
Imprigionati in due appartamenti separati, Charlie deve trovare un modo per riunirsi al padre, mentre impara a controllare il proprio potere. All'inizio è impaurita dalla prospettiva di usarlo senza saperlo controllare. I suoi stessi genitori le hanno sempre proibito di usarlo, ma pian piano viene convinta dagli inganni e dalle promesse degli scienziati e di Rainbird. Gli scienziati le mentono sulla promessa che una volta conclusi i test potrà rivedere suo padre, e oltretutto ignora il fatto che La Bottega abbia intenzione di ucciderla dopo aver completato la serie d'esperimenti. Progressivamente col passare dei giorni Charlie impara con i test a padroneggiare il suo potere. Al tempo stesso Rainbird, che soffre anche di disturbi mentali e psicopatici, spiega a Charlie che può minacciare gli altri col suo potere se questi cominciassero a destare sospetti. Charlie, prendendo una maggiore consapevolezza sulle proprie capacità, arriva davvero a minacciarli: se questi non le avessero prima o poi fatto rincontrare suo padre lei avrebbe dato fuoco a tutto e a tutti. Gli scienziati arrivano a rendersi conto che il potere di Charlie è pressoché illimitato e che non è possibile prendere sopravvento su di lei. Presi dal panico, ordinano che venga soppressa al più presto.
Ma il padre Andy McGee alla fine riesce a sfruttare il proprio potere per convincere il capo della struttura ad aiutare lui e la figlia a fuggire. I due si incontrano, ma prima di lasciare il complesso, Rainbird spara ad Andy. Prima che egli muoia, dice alla figlia di "dare fuoco a tutto", e lei non esita a farlo, sfogando la sua rabbia e la sua vendetta in un inferno di fiamme che a poco a poco uccide tutti i residenti e riduce in cenere anche il laboratorio.
Il libro termina con Charlie che offre la sua storia alla rivista Rolling Stone. Spera che rivelando la storia eviterà che in futuro La Bottega rapisca e uccida altre persone.

## Dedica
Il romanzo è preceduto dalla seguente dedica: «In ricordo di Shirley Jackson, che non ha mai avuto bisogno di alzare la voce».

## Riferimenti letterari
Il romanzo è aperto da una breve citazione da Fahrenheit 451 di Ray Bradbury: «Bruciare era un piacere.»

## Adattamenti
Da questo romanzo nel 1984 è stato tratto un primo film, diretto da Mark L. Lester e interpretato da Drew Barrymore nel ruolo di Charlie, David Keith nel ruolo di Andy, e George C. Scott nel ruolo di Rainbird. Al film hanno preso parte anche Heather Locklear e Martin Sheen.
In Italia è stato distribuito col titolo Fenomeni paranormali incontrollabili.
Una miniserie TV, L'incendiaria (Firestarter 2: Rekindled), è stata prodotta negli Stati Uniti nel 2002. Vedeva Marguerite Moreau nel ruolo di una Charlie un po' cresciuta e Malcolm McDowell nella parte di Rainbird.
Nel 2022 è stato realizzato Firestarter, un remake del film del 1984, prodotto da diverse case di produzione tra cui Universal Pictures e diretto da Keith Thomas Brown.

## Edizioni
- Stephen King, L'incendiaria, traduzione di Maria Grazia Prestini, collana Bestsellers Oscar Mondadori, Arnoldo Mondadori Editore, 1994,  p. 466, ISBN 88-04-31685-3.
- Stephen King, L'incendiaria, traduzione di Prestini M.G., collana Super bestseller, Sperling Paperback, 1994,  p. 407, ISBN 88-7824-418-X.